# Plainfield (Iowa)
Pour les articles homonymes, voir Plainfield.
Plainfield est une ville du comté de Bremer, en Iowa, aux États-Unis. 

## Source de la traduction
- (en) Cet article est partiellement ou en totalité issu de l’article de Wikipédia en anglais intitulé « Plainfield, Iowa » (voir la liste des auteurs).